# 배임죄
배임죄(背任罪, 영어: breach of duty, breach of trust)는 타인의 사무를 처리하는 사람이 자신에게 주어진 임무를 저버리는 것이다. 불법행위를 하여 재산상의 이익을 취득하거나, 제3자로 하여금 이를 취득하게 하여 임무를 맡긴 사람에게 손해를 입힘으로써 성립하는 범죄이다.

## 타죄와의 관계
배임죄와 횡령죄는 타인의 신임관계를 배반한다는 점에서 같은 성질을 가진다. 그러나 횡령죄는 재물죄인 반면 배임죄는 재산상의 이익이 목적인 이득죄이다. 따라서 횡령죄는 배임죄에 대해 특별법의 관계에 있다.
| 구분     | 배임죄                         | 사기죄               |
| -------- | ------------------------------ | -------------------- |
| 행위자   | 타인의 사무를 처리하는 자      | 누구나 가능          |
| 행위방식 | 임무위배(신임관계 저버림)      | 기망(속임수)         |
| 피해자   | 본인(사무를 맡긴 자)           | 기망당한 자          |
| 결과     | 본인에게 손해, 자기/제3자 이익 | 자기/제3자 이익      |
| 구성요건 | 신임관계, 임무위배, 손해       | 기망, 재물/이익 취득 |

## 종류
- 단순배임죄(대한민국 형법 제355조)
  - 타인의 사무를 처리하는 자가 그 임무에 위배하는 행위로써 재산상의 이익을 취득하거나 제삼자로 하여금 이를 취득하게 하여 본인에게 손해를 가하여 성립하는 배임죄이다(대한민국 형법 제355조 제2항).
  - 형량은 5년 이하의 징역 또는 1천500만원 이하의 벌금에 처한다(대한민국 형법 제355조 제1항).
  - 공소시효는 7년이다.
- 업무상배임죄
  - 업무상의 임무에 위배하여 단순배임죄를 범함으로써 성립하는 배임죄이다(대한민국 형법 제356조).
  - 형량은 10년 이하의 징역 또는 3천만원 이하의 벌금에 처한다(대한민국 형법 제356조).
  - 공소시효는 10년이다.
- 배임수증죄
  - 타인의 사무를 처리하는 자가 그 임무에 관하여 부정한 청탁을 받고 재물 또는 재산상의 이익을 취득하여 성립하는 배임죄이다(대한민국 형법 제357조제1항).
  - 형량은 5년 이하의 징역 또는 1천만원 이하의 벌금에 처하고 그렇게 해서 재물 또는 이익을 공여한 자는 2년 이하의 징역 또는 500만원 이하의 벌금에 처한다(대한민국 형법 제357조제2항). 또한 범인이 취득한 업무상배임죄의 재물은 몰수하고 그 재물을 몰수하기 불능하거나 재산상의 이익을 취득한 때에는 그 가액을 추징한다(대한민국 형법 제357조제3항).
  - 공소시효는 전자는 7년이고 후자는 5년이다.

## 판례
- 주식회사의 대표이사가 대표권을 남용하는 등 그 임무에 위 배하여 약속어음 발행을 한 행위가 배임죄에 해당하는지도 원칙적으로 위에서 살펴본 의무부담행위 와 마찬가지로 보아야 한다. ……어음발행이 무효라 하더라도 그 어음이 실제로 제3자에게 유통되었 다면 회사로서는 어음채무를 부담할 위험이 구체적·현실적으로 발생하였다고 보아야 하고, 따라서 그 어음채무가 실제로 이행되기 전이라도 배임죄의 기수범이 된다. / 그러나 약속어음 발행이 무효일 뿐만 아니라 그 어음이 유통되지도 않았다면 회사는 어음발행의 상대방에게 어음채무를 부담하지 않 기 때문에 특별한 사정이 없는 한 회사에 현실적으로 손해가 발생하였다거나 실해 발생의 위험이 발생하였다고도 볼 수 없으므로, 이때에는 배임죄의 기수범이 아니라 배임미수죄로 처벌하여야 한다[1]
- 업무상 배임죄에서 재산상 손해가 발생하였다고 평가될 수 있는 재산상 실해 발생의 위험은 본인에게 손해가 발생할 막연한 위험이 있는 것만으로는 부족하고 경제적인 관점에서 보아 본인에게 손해가 발생한 것과 같은 정도로 구체적인 위험이 있는 경우를 말한다.[2]
- 채무자가 채권을 담보하기 위하여 점유개정 방식으로 채권자에게 동산을 양도담보로 제공하고 이를 보관함으로써 양도담보권자인 채권자에 대해 담보물의 담보가치를 유지･보전할 의무를 부담하게 되므로 그가 담보물을 제3자에게 처분하는 경우에는 배임죄가 성립한다.[3]
- 서면으로 부동산 증여의 의사를 표시한 증여자는 계약이 취소되거나 해제되지 않는 한 타인의 사무를 처리하는 자에 해당하므로, 그 계약에 따른 수증자에게 부동산 소유권을 이전하지 않고 이를 제3자에게 처분하여 등기를 하는 경우에 배임죄가 성립한다.[4]
- 회사직원이 퇴사 시에 그 영업비밀 등을 회사에 반환하거나 폐기할 의무가 있음에도 경쟁업체에 유출하거나 스스로의 이익을 위하여 이용할 목적으로 이를 반환하거나 폐기하지 아니한 경우 업무상 배임죄가 성립한다.[5]
- 매도인이 부동산의 매수인에게 계약금을 수령하고 순위보전의 효력이 있는 가등기를 마쳐주었다고 하더라도, 중도금을 수령한 이후 그 부동산을 다시 제3자에게 처분하고 부동산 등기를 제3자에게 이전하는 행위는 배임죄에 해당한다.[6]
- 주류제조면허의 양도계약은 양도인이 면허취소신청을 함과 동시에 양수인이 면허신청을 하는 방법으로 일반적으로 널리 행하여 지고 있으므로 이를 무효라 할 수 없으며 양도인의 면허취소신청은 양수인의 면허획득에 중요한 요소가 되는 것이므로 자기 자신의 사무인 동시에 양수인이 면허신청을 하여 면허를 얻는 사무의 일부를 이룩하고 있는 양수인의 사무라고 할 것이므로 그 의무불이행은 배임죄가 성립한다.[7]
- 타인의 사무를 처리하는 자가 배임의 범의로, 즉 임무에 위배하는 행위를 한다는 점과 이로 인하여 자기 또는 제3자가 이익을 취득하여 본인에게 손해를 가한다는 점에 대한 인식이나 의사를 가지고 임무에 위배한 행위를 개시한 때 배임죄의 실행에 착수한 것이고, 이러한 행위로 인하여 자기 또는 제3자가 이익을 취득하여 본인에게 손해를 가한 때 배임죄는 기수가 된다(형법 제355조 제2항). 그런데 타인의 사무를 처리하는 자의 임무위배행위는 민사재판에서 법질서에 위배되는 법률행위로서 무효로 판단될 가능성이 적지 않고, 그 결과 본인에게도 아무런 손해가 발생하지 않는 경우가 많다. 이러한 때에는 배임죄의 기수를 인정할 수 없다. 그러나 의무부담행위로 인하여 실제로 채무의 이행이 이루어지거나 본인이 민법상 불법행위책임을 부담하게 되는 등 본인에게 현실적인 손해가 발생하거나 실해 발생의 위험이 생겼다고 볼 수 있는 사정이 있는 때에는 배임죄의 기수를 인정하여야 한다. 다시 말하면, 형사재판에서 배임죄의 객관적 구성요건요소인 손해 발생 또는 배임죄의 보호법익인 피해자의 재산상 이익의 침해 여부는 구체적 사안별로 타인의 사무의 내용과 성질, 임무위배의 중대성 및 본인의 재산 상태에 미치는 영향 등을 종합하여 신중하게 판단하여야 한다.[8]
- 배임죄의 성립을 인정하려면 재산상 손해의 발생이 합리적인 의심이 없는 정도의 증명에 이르러야 하므로, 배임행위로 인한 재산상 손해의 발생 여부가 충분히 증명되지 않았음에도 가볍게 액수 미상의 손해가 발생하였다고 인정함으로써 배임죄의 성립을 인정하는 것은 허용될 수 없다. 회사의 대표이사 등이 임무에 위배하여 회사로 하여금 다른 사업자와 용역계약을 체결하게 하면서 적정한 용역비의 수준을 벗어나 부당하게 과다한 용역비를 정하여 지급하게 하였다면 다른 특별한 사정이 없는 한 통상 그와 같이 지급한 용역비와 적정한 수준의 용역비 사이의 차액 상당의 손해를 회사에 가하였다고 볼 수 있다. 이 경우 배임죄가 성립하기 위해서는 해당 용역비가 적정한 수준에 비하여 과다하다고 볼 수 있는지가 객관적이고 합리적인 평가 방법이나 기준을 통하여 충분히 증명되어야 하고, 손해의 발생이 그와 같이 증명된 이상 손해액이 구체적으로 명백하게 산정되지 아니하였더라도 배임죄의 성립에는 영향이 없다. 그러나 적정한 수준에 비하여 과다한지 여부를 판단할 객관적이고 합리적인 평가 방법이나 기준 없이 단지 임무위배행위가 없었다면 더 낮은 수준의 용역비로 정할 수도 있었다는 가능성만을 가지고 재산상 손해 발생이 있었다고 쉽사리 단정하여서는 안 된다.[9]
- 기업의 경영에는 원천적으로 위험이 내재하여 있어서 경영자가 개인적인 이익을 취할 의도 없이 가능한 범위 내에서 수집된 정보를 바탕으로 기업의 이익을 위한다는 생각으로 신중하게 결정을 내렸더라도 예측이 빗나가 기업에 손해가 발생하는 경우가 있으므로 이러한 경우에까지 고의에 관한 해석기준을 완화하여 업무상 배임죄의 형사책임을 물을 수 없다. 따라서 동일한 기업집단에 속한 계열회사 사이의 지원행위가 합리적인 경영판단의 재량 범위 내에서 행하여진 것이라고 인정된다면 이러한 행위는 본인 에게 손해를 가한다는 인식하의 의도적 행위라고 인정하기 어렵다[10]

### 경제적 관점에서 재산상의 손해
- 배임죄에서 재산상의 손해에는 현실적인 손해가 발생한 경우뿐만 아니라 재산상 실해 발생의 위험을 초래한 경우도 포함되고 재산상 손해의 유무에 대한 판단은 법률적 판단에 의하지 않고 경제적 관점 에서 파악하여야 한다 그런데 재산상 손해가 발생하였다고 평가될 수 있는 재산상 손해 발생의 위험이란 본인에게 손해가 발생할 막연한 위험이 있는 것만으로는 부족하고 경제적인 관점에서 보아 본인에게 손해가 발생한 것과 같은 정도로 구체적인 위험이 있는 경우를 의미한다 따라서 재산상 실해 발생의 위험은 구체적 현실적인 위험이 야기된 정도에 이르러야 하고 단지 막연한 가능성이 있다는 정도로는 부족하다.[11]
- 피고인이 자신의 모 명의를 빌려 자동차를 매수하면서 피해자 甲주식회사에서 필요한 자 금을 대출받고 자동차에 저당권을 설정하였는데, 저당권자인 甲회사의 동의 없이 이를 성명불 상의 제3자에게 양도담보로 제공하였다면 피고인의 행위는 적어도 미필적으로나마 甲회사의 자동차에 대한 추급권 행사가 불가능하게 될 수 있음을 알면서도 그 담보가치를 실질적으로 상실시키는 것으로서 배임죄가 성립되는 특별한 사정이 있는 경우에 해당한다.[12]
- 배임죄에 있어서 타인의 사무를 처리하는 자라 함은 양자 간의 신임관계에 기초를 둔 타인의 재산보호 내지 관리의무가 있음을 그 본질적 내용으로 하는 것이므로, 배임죄의 성립에 있어 행위자가 대외관계에서 타인의 재산을 처분할 적법한 대리권이 있음을 요하지 아니한다.[13]

### 공범
- 업무상 배임죄의 실행으로 인하여 이익을 얻게 되는 거래상대방인 수익자는 해당 거래행위가 배임행위에 해당한다는 점을 인식하였더라도 그러한 사정만으로는 배임죄의 공범 으로 처벌할 수 없다.[14]

### 배임죄의 교사범 또는 공동정범
- 거래상대방의 대향적 행위의 존재를 필요로 하는 유형의 배임죄에 있어서 거래상대방이 배임행위를 교사하거나 그 배임행위의 전 과정에 관여하는 등으로 배임행위에 적극 가담함으로써 그 실행행위자와의 계약이 반사회적 법률행위에 해당하여 무효로 되는 경우라면 그 상대방은 배임죄의 교사범 또는 공동정범이 될 수 있다.[15]

### 배임죄 긍정
- 타인 소유의 특허권을 명의신탁받아 관리하는 업무를 수행해 오다가 제3자로부터 특허권을 이전해 달라는 제의를 받고 대금을 지급받고는 그 타인의 승낙도 받지 않은 채 제3자 앞으로 특허권을 이전등록한 경우에는 업무상 배임죄가 성립한다.[16]
- 회사 직원이 영업비밀을 적법하게 반출하여 그 반출행위가 업무상 배임죄에 해당하지 않는 경우라도, 퇴사시에 회사에 반환해야 할 의무가 있는 영업비밀을 회사에 반환하지 아니하였다 면 업무상 배임죄가 성립한다.[17]
- 기업의 영업비밀을 사외로 유출하지 않을 것을 서약한 회사의 직원이 경제적인 대가를 얻기 위하여 경쟁업체에 영업비밀을 유출하는 경우[18]

### 배임죄 부정
- 매도인이 매수인으로부터 중도금을 수령한 이후에 매매목적물인 ‘동산’을 제3자에게 양도하는 행위가 배임죄에 해당하는지 않는다.[19]
- 금융기관의 임직원이 예금주에 대하여 업무상배임죄의 주체인 타인의 사무를 처리하는 자의 지위에 있지 않는다[20]
- 담보권자가 변제기 경과 후에 담보권을 실행하기 위하여 담보목적물을 처분함에 있어서 부당하게 염가로 처분하더라도 배임죄로 처벌할 수 없다.[21]
- 동산매매계약에서 매도인은 매수인에 대하여 그의 사무를 처리하는 지위에 있지 아니하므로, 매도인이 목적물을 매수인에게 인도하지 아니하고 이를 타에 처분하였다 하더라도 배임죄가 성립하지 않는다.[22]
- 타인에 대한 채무의 담보로 제 채무자에 대한 채권에 대하여 권리질권을 설정하고 질권설정자가 제3채무자에게 질권설정의 사실을 통지하거나 제3채무자가 이를 승낙한 상태에서 질권설정자가 질권자의 동의 없이 제3채무자에게서 질권의 목적인 채권의 변제를 받은 경우[23]
- 상표권양도약정을 체결한 자가 그 상표권이전등록의무의 이행을 거부하고 그 상표를 계속 사용하는 경우[24]
- 보험계약모집인이 회사로부터 자기가 모집한 보험계약을 해약토록 하라는 지시를 받고 이를 이행하지 않는 사이 보험사고가 발생하여 보험금을 지급토록 한 경우[25]

### 배임수재죄
- 배임수재죄의 주체인 타인의 사무를 처리하는 자라 함은 타인과의 대내관계에 있어서 신의성실의 원칙에 비추어 그 사무를 처리할 신임관계가 존재한다고 인정되는 자를 의미하고 반드시 제3자에 대한 대외관계에서 그 사무에 관한 권한이 존재할 것을 요하지 않는다.[26]
- 임무위배행위나 본인에게 손해를 가하는 행위는 배임수재죄의 구성요건이 아니다.[27]
- 수재자가 증재자로부터 받은 재물을 그대로 가지고 있다가 증재자에게 반환하였다면 증재자로부터 이를 몰수하거나 그 가액을 추징하여야 한다.[28]
- 계약관계를 유지시켜 기존권리를 확보하기 위한 청탁행위는 부정한 청탁이라 할 수 없으므로 계약관계를 유지시켜 달라는 부탁을 받고 사례금명목으로 금원을 교부받은 행위는 배임수재죄에 해당하지 아니한다.[29]
- 회사직원이 영업비밀 등을 적법하게 반출하여 반출행위가 업무상배임죄에 해당하지 않는 경우라도, 퇴사 시에 영업비밀 등을 회사에 반환하거나 폐기할 의무가 있음에도 경쟁업체에 유출하거나 스스로의 이익을 위하여 이용할 목적으로 이를 반환하거나 폐기하지 아니하였다면, 이러한 행위 역시 퇴사 시에 업무상 배임죄의 기수가 된다[30]
- 피해자는 자금만 투자하고 피고인은 공사 시공 및 일체의 거래행위를 담당하는 내용의 동업계약을 체결하였다가 위 계약이 종료되었는데, 그 정산과정에서 피고인이 임의로 제3자에 대하여 채권양도행위를 한 경우 배임죄가 성립하지 않는다.[31]
- 직무발명에 대한 권리를 사용자 등에게 승계한다는 취지를 정한 약정 또는 근무규정의 적용을 받는 종업원 등이 직무발명의 완성 사실을 사용자 등에게 통지하지 아니한 채 그에 대한 특허를 받을 수 있는 권리를 제3자에게 이중으로 양도하여 제3자가 특허권 등록까지 마치도록 하는 등으로 발명의 내용이 공개되도록 한 경우, 배임죄가 성립한다.[32]
- 채무자가 본인 소유의 동산을 채권자에게 ｢동산･채권 등의 담보에 관한 법률｣에 따른 동산담보로 제공한 경우, 채무자가 담보물을 제3자에게 처분하는 등으로 담보가치를 감소 또는 상실시켜 채권자의 담보권 실행이나 이를 통한 채권실현에 위험을 초래하더라도 배임죄는 성립하지 않는다.[33]
- 기업의 영업비밀을 사외로 유출하지 않을 것을 서약한 회사의 직원이 경제적인 대가를 얻기 위하여 경쟁업체에 영업비밀을 유출하는 행위는 피해자와의 신임관계를 저버리는 행위로서 업무상배임죄를 구성한다.[34]
- 동산이중매매가 배임죄에 해당되지 않는다.[35]
- 그 목적과 취지가 법령이나 사회상규에 위반된 위법한 행위로서 용인할 수 없는 경우에는 그 행위의 결과가 일부 본인을 위하는 측면이 있다고 하더라도 이는 본인과의 신임관계를 저버리는 행위로서 배임죄의 성립을 인정함에 영향이 없다.[36]
- 대표이사가 임무에 배임하는 행위를 함으로써 주주 또는 회사 채권자에게 손해가 될 행위를 하였다면 그 회사의 이사회 또는 주주총회의 결의가 있었다고 하여 그 배임행위가 정당화될 수는 없다.[37]
- 회사의 대표이사는 이사회 또는 주주총회의 결의가 있더라도 그 결의내용이 회사 채권자를 해하는 불법한 목적이 있는 경우에는 이에 맹종할 것이 아니라 회사를 위하여 성실한 직무수행을 할 의무가 있으므로 대표이사가 임무에 배임하는 행위를 함으로써 주주 또는 회사 채권자에게 손해가 될 행위를 하였다면 그 회사의 이사회 또는 주주총회의 결의가 있었다고 하여 그 배임행위가 정당화될 수는 없다.[38]

- 담보권자가 변제기 경과 후에 담보권을 실행하기 위하여 담보목적물을 처분하는 행위는 담보계약에 따라 담보권자에게 주어진 권능이어서 자기의 사무처리에 속하는 것이지 타인인 채무자의 사무처리에 속하는 것이라고 할 수 없으므로, 담보권자가 담보권을 실행하기 위하여 담보목적물을 처분함에 있어 시가에 따른 적절한 처분을 하여야 할 의무는 담보계약상의 민사채무일 뿐 그와 같은 형법상의 의무가 있는 것은 아니므로 그에 위반한 경우 배임죄가 성립된다고 할 수 없다.[39]

- 납입을 가장하는 방법에 의하여 주금이 납입된 경우 회사의 재산에 대한 지분가치로서의 기존 주식의 가치가 감소하게 될 수는 있으나, 이는 가장납입에 의하여 회사의 실질적 자본의 감소가 초래됨에 따른 것으로서 업무상배임죄에서의 재산상 손해에 해당된다고 보기어렵다.[40]

- 새마을금고 임•직원이 동일인 대출한도 제한규정을 위반하여 초과대출행위를 하였더라도 대출채권 회수에 문제가 없는 것으로 판단되는 경우라면 업무상배임죄가 성립하지 않는다.[41]

- 임대인이 점포를 타인에게 매도하여 중도금까지 수령하였는데, 이러한 사실을 알고 있는 그 점포의 임차인이 점포의 임대차 계약 당시 “타인에게 점포를 매도할 경우 우선적으로 임차인에게 매도한다.”라는 특약을 이유로 매매대금을 일방적으로 결정하여 공탁하고 임대인과 공모하여 임차인 명의로 소유권이전등기를 경료한 경우 배임죄의 공동정범에 해당한다.[42]

- 회사의 승낙 없이 임의로 지정 할인율보다 더 높은 할인율을 적용하여 회사가 지정한 가격보다 낮은 가격으로 제품을 판매하는 이른바 ‘덤핑판매’에서, 제3자인 거래처에 시장 거래 가격에 따라 제품을 판매한 경우라도 행위자 또는 제3자가 재산상 이익을 취득한 사실이 없다면 업무상배임죄가 성립하지 않는다.[43]

- 매도인이 매수인으로부터 중도금을 수령한 이후에 매매목적물인 ‘동산’을 제3자에게 양도하는 행위는 배임죄에 해당하지 않는다.(대법원 2011.1.20. 선고 2008도10479 전원합의체)

### 배임죄에서 ‘타인의 사무처리’로 인정되기 위한 요건
- 계주가 계원들로부터 계불입금을 징수하게 되면 그 계불입금은 실질적으로 낙찰계원에 대한 계금지급을 위하여 계주에게 위탁된 금원의 성격을 지니고 따라서 계주는 이를 낙찰•지급받을 계원과의 사이에서 단순한 채권관계를 넘어 신의칙상 그 계금지급을 위하여 위 계불입금을 보호 내지 관리하여야 하는 신임관계에 들어서게 되므로, 이에 기초한 계주의 계금지급의무는 배임죄에서 말하는 타인의 사무에 해당한다. 그러나 계주가 계원들로부터 계불입금을 징수하지 아니하였다면 그러한 상태에서 부담하는 계금지급의무는 위와 같은 신임관계에 이르지 아니한 단순한 채권관계상의 의무에 불과하여 타인의 사무에 속하지 아니하고, 이는 계주가 계원들과의 약정을 위반하여 계불입금을 징수하지 아니한 경우라 하여 달리 볼 수 없다.[44]
- 타인의 사무를 처리하는 자가 그 임무에 관하여 부정한 청탁을 받은 이상 그 후 사직으로 인하여 그 직무를 담당하지 아니하게 된 상태에서 재물을 수수하게 되었다 하더라도 배임수재죄가 성립한다.[45]
- 업무상배임죄에 있어서 '타인의 사무를 처리하는 자'란 고유의 권한으로서 그 처리를 하는 자에 한하지 않고 그 자의 보조기관으로서 직접 또는 간접으로 그 처리에 관한 사무를 담당하는 자도 포함하는 바, 피고인이 전신전화국 관리과장으로서 서무, 징수사무와 경리 및 공사관계 지출사무를 주관 처리하는 자인데 예산회계법상 재무관 및 세입징수관인 국장과 공모하여 각 그 업무상의 임무에 위배한 행위(피고인 및 국장에 의한 허위내용의 재입찰공고서의 순차결재 및 국장에 의한 입찰계약 체결)을 하였다면 업무상배임죄가 성립한다.[46]
- 타인의 사무를 처리하는 자가 그 임무에 위배하여 본인을 기망하고 착오에 빠진 본인으로부터 재산상 이득을 취하는 경우와 같이 배임행위에 사기행위가 수반된 때에는 사기죄와 배임죄의 상상적 경합에 해당된다.[47]
- 채권의 추심을 위탁받은 자가 그 추심을 게을리하여 채권의 소멸시효를 완성시킨 경우 배임죄가 성립한다.
- A가 주택조합 정산위원회 위원장의 직에서 해임됨으로써 법적인 권한이 소멸된 후라고 할지라도 후임 위원장 B에게 그 업무를 인계하기 전에는 그 사무를 신의칙에 따라 처리할 사실상의 신임관계가 존속한다고 보아야 할 것이므로 A는 배임죄에서 ‘타인의 사무’ 를 처리하는 자에 해당한다.[48]
- 토지거래허가구역 내의 토지를 매도하였으나 토지거래허가를 받은 바 없다면 매도인에 게 매수인에 대한 소유권이전등기에 협력할 의무가 생겼다고 볼 수 없으므로, 매도인은 배임죄에서 ‘타인의 사무’를 처리하는 자에 해당하지 않는다.[49]
- 낙찰계의 계주가 계원들로부터 월불입금을 징수하여 지정된 곗날에 지정된 계원에게 계 금을 지급할 의무는 배임죄에 있어서의 ‘타인의 사무’에 해당한다.[50]
- 배임죄는 타인의 사무를 처리하는 자가 위법한 임무위배행위로 재산상 이득을 취득하여 사무의 주체인 타인에게 손해를 가함으로써 성립하므로, 그 범죄의 주체는 타인의 사무를 처리하는 신분이 있어야 한다. 여기서 ‘타인의 사무처리’로 인정되려면, 타인의 재산관리에 관한 사무의 전부 또는 일부를 타인을 위하여 대행하는 경우와 타인의 재산보전행위에 협력하는 경우라야만 되고, 두 당사자 관계의 본질적 내용이 단순한 채권관계상의 의무를 넘어서 그들 간의 신임관계에 기초하여 타인의 재산을 보호 내지 관리하는 데 있어야 한다. 만약, 그 사무가 타인의 사무가 아니고 자기의 사무라면, 그 사무의 처리가 타인에게 이익이 되어 타인에 대하여 이를 처리할 의무를 부담하는 경우라도, 그는 타인의 사무를 처리하는 자에 해당하지 않는다.[51]

- 미성년자와 친생자관계가 없으나 호적상 친모로 등재되어 있는 자가 미성년자의 상속재산 처분에 관여한 경우, 배임죄에 있어서 타인의 사무를 처리하는 자의 지위에 있다.[52]
- 서면에 의하지 아니한 증여계약이 행하여진 경우 당사자는 그 증여가 이행되기 전까지는 언제든지 이를 해제할 수 있으므로 증여자가 구두의 증여계약에 따라 수증자에 대하여 증여 목적물의 소유권을 이전하여 줄 의무를 부담한다고 하더라도 그 증여자는 수증자의 사무를 처리하는 자의 지위에 있다고 할 수 없다.[53]

- 채무자가 금전채무를 담보하기 위한 저당권설정계약에 따라 채권자에게 그 소유의 부동산에 관하여 저당권을 설정할 의무를 부담하게 되었더라도, 이를 두고 채무자를 채권자에 대한 관계에서 ‘타인의 사무를 처리하는 자’라고 할 수는 없다.[54]

- 부동산 매매계약에서 중도금이 지급되는 등 계약이 본격적으로 이행되는 단계에 이른 때에는 매도인은 배임죄에서 말하는 ‘타인의 사무를 처리하는 자’에 해당한다.[55]

- 채무자가 채권양도담보계약에 따라 담보 목적 채권의 담보가치를 유지 보전할 의무를 부담하게 되었더라도 이로써 채무자를 채권자에 대한 관계에서 ‘타인의 사무를 처리하는 자’로 볼 수는 없다.[56]

대물변제예약의 궁극적 목적은 차용금반환채무의 이행 확보에 있고, 채무자가 대물변제예약에 따라 부동산에 관한 소유권이전등기절차를 이행할 의무는 궁극적 목적을 달성하기 위해 채무자에게 요구되는 부수적 내용이어서 이를 가지고 배임죄에서 말하는 신임관계에 기초하여 채권자의 재산을 보호 또는 관리하여야 하는 ‘타인의 사무’에 해당한다고 볼 수는 없다.
그러므로 채권 담보를 위한 대물변제예약 사안에서 채무자가 대물로 변제하기로 한 부동산을 제3자에게 처분하였다고 하더라도 형법상 배임죄가 성립하는 것은 아니다.
- 회사가 타인의 사무를 처리하는 일을 영업으로 영위하고 있는 경우, 회사 대표이사가 그 타인의 사무를 처리하면서 업무상 임무에 위배되는 행위를 함으로써 회사로 하여금 타인에 대한 채무를 부담하게 한 행위가 회사에 대한 관계에서 업무상배임죄를 구성한다[58]

### 동산 이중매매
판례는 부정설의 입장에서 ‘매매의 목적물이 동산일 경우 매도인에게 매수인의 재산의 보호 내지 관리행위에 협력할 의무가 있다고 할 수 없으므로, 매도인이 목적물을 매수인에게 인도하지 아니하고 이를 타에 처분하였다 하더라도 배임죄가 성립하는 것은 아니다’고 판시하였다.

### 배임죄 실행착수
甲이 제1차 매수인으로부터 계약금 및 중도금 명목의 금원을 교부받은 후 제2차 매수인에게 부동산을 매도하기로 하고 계약금을 지급받았더라도 배임죄의 실행의 착수가 있었다고 볼 수 없다.

## 관련 사건

### 대장동 개발 사업 논란
대장동 개발사업 관련, 특경법상 배임, 이해충돌방지법위반 혐의는, 정진상, 유동규, 김만배 등과 공모하여, 2014년부터, 김만배 등 유착된 민간사업자들에게(이하 김만배 일당이라 약칭하겠습니다) 사업시행 계획 등을 유출하고 서로 짜고 공모지침서를 만드는 등의 방법으로 김만배 일당을 사업시행자로 선정한 후, 그들의 청탁에 따라 용적률 상향 등 이익 극대화 조치를 해줌으로써 김만배 일당이 7886억원 불법 이익을 취득하게 하고, 피해자 성남시에 4895억원 손해를 가하였다는 것입니다.(중략)
먼저, 위례, 대장동 개발 범죄혐의 관련해서 설명 드리겠습니다. 요약하면, 성남시민의 자산인 개발이권을 ① ‘공정경쟁을 거친 상대에게’ ② ‘제값에’ 팔지 않고, ① 미리 짜고 내정한 김만배 일당에게 ② 고의로 ‘헐값에’ 팔아넘긴 것이고, 그래서 개발이권의 주인인 성남시민에게 천문학적인 피해를 준 범죄입니다. 비유하자면, 영업사원이 100만원짜리 휴대폰을 주인 몰래 아는 사람에게 미리 짜고 10만 원에 판 것입니다. 여기서 주인은 90만원의 피해를 본 것이지, 10만원이라도 벌어준 것 아니냐는 변명이 통할 수는 없을 겁니다.
(중략)

그런 ‘사기적 내통’의 결과, 대장동에서 김만배 일당은 투자금으로 3억5000만원을 투자하고 그 2000배가 넘는 7886억원이라는 천문학적인 수익을 실제로 챙겼습니다. 아시다시피, 국민 모두가 공분한 지점입니다. 성남시가 땅 작업에 수용권을 행사해주고, 인허가 원하는 대로 책임져주고, 경쟁자까지 막아줬는데, 김만배 일당이 뭘 했다고 성남시민에게 돌아가야 할 돈 수천억 원을 가져가야 한다는 말입니까. 시민의 입장에서는 ‘단군 이래 최대 치적’이 아니라 ‘단군 이래 최대 손해’라는 말이 어울린다 하겠습니다.— 한동훈, 이재명 대표 체포동의 요청 이유, 

검찰은 이재명이 대장동 개발사업 관련과 관련해서 일명 대장동 일당이라고도 불리는 정진상, 유동규, 김만배 등과 공모하여, 2014년부터, 김만배 등 유착된 민간사업자들에게 사업시행 계획 등을 유출하고 서로 짜고 공모지침서를 만드는 등의 방법으로 김만배 일당을 사업시행자로 선정한 후, 그들의 청탁에 따라 용적률 상향 등 이익 극대화 조치를 해줌으로써 김만배 일당이 7886억원 불법 이익을 취득하게 하고, 피해자 성남시에 4895억원 손해를 가하였다고 보고 특경법상 배임, 이해충돌방지법위반 혐의가 있다고 보고 있다.

## 특별배임죄
상법 제622조는 회사의 발기인, 업무집행사원, 이사, 집행임원, 감사위원회 위원, 감사, 지배인, 그리고 회사 영업에 관한 특정한 위임을 받은 사용인, 청산인, 청산인의 직무대 행자, 합병회사의 설립위원 등 회사의 주요 임원 및 사용인이 직무상 임무에 위배하는 행위로 회사에 재산상 손해를 입히거나 제3자에게 이익을 취득하게 한 경우 특별배임죄로 하여 처벌한다. 특별배임죄는 미수범도 처벌한다. 기업 경영 현실에 맞춰 임원의 배임행위에 대한 규제를 강화하기 위한 취지로, 형법상 업무상배임죄와는 그 실체적 의미, 위법성의 본질, 책임 비난의 판단방법이 다르다.
상법 제623조는 사채권자집회의 대표자 또는 그 결의를 집행하는 자가 배임행위를 함으로써 사채권자에게 손해를 가한 때에는 7년 이하의 징역 또는 2,000만원 이하의 벌금에 처한다.

### 주체
특별배임죄의 주체는 회사의 발기인, 업무집행사원, 이사, 집행임원, 감사, 감사위원회 위원, 지배인, 그리고 회사 영업에 관해 포괄적 대리권 또는 특정한 사항의 위임을 받은 사용인 등이다. 반드시 상법 제622조에 열거된 신분을 가진 자만이 범할 수 있는 신분범으로 열거된 자가 아닌 경우에는 형법상 배임죄 또는 업무상배임죄가 적용될 수 있다.

### 행위
임무에 위배되는 행위로 회사에 재산상 손해를 끼치거나, 자신 또는 제3자에게 이익을 취득하게 하는 경우 성립하며 '임무'란 법령, 정관, 계약, 신의칙 등에 따라 기대되는 행위를 의미한다.

### 보호법익
회사의 재산권 보호가 직접적인 목적이다.

### 상법상 특별배임죄와 형법상 업무상배임죄의 차이
| 구분             | 상법상 특별배임죄 (상법 제622조)    | 형법상 업무상배임죄       |
| ---------------- | ----------------------------------- | ------------------------- |
| 적용대상         | 회사 임원 등 신분자에 한정          | 타인의 사무를 처리하는 자 |
| 보호법익         | 회사의 재산권                       | 타인의 재산권             |
| 적용 우선순위    | 회사 임원 배임행위에 우선 적용 필요 | 일반적 배임행위에 적용    |
| 위법성 판단 기준 | 경영판단의 원칙 등 반영 필요        | 임무위배 여부             |

### 판례
- 상법 제622조의 주체가 되기 위해서는 회사의 영업에 관해 대외적으로 회사를 대리할 수 있는 포괄적 대리권을 가진 자이어야 하며, 단순히 개별적·구체적 사항에 관한 위임만 받은 자는 해당하지 않는다.[64]

### 경영판단의 경우 면책
이사 등의 경영판단행위가 충분한 정보에 기초한 합리적 판단이라면 임무위배로 보지 않아 특별배임죄가 성립하지 않을 수 있다.

## 같이 보기
- 사기죄
- 횡령죄